# A5520SA
A5520SA（えーごーごーにーぜろえすえー）および、A5520SA II（えーごーごーにーぜろえすえーつー）は、鳥取三洋電機（現・三洋テクノソリューションズ鳥取）が開発した、KDDIおよび沖縄セルラー電話の各auブランドのCDMA 1Xの携帯電話である。

## 特徴
ジュニアケータイ第1弾。既存の1X対応端末A5514SAをベースに児童向けに再設計されたもので、防犯ブザーや位置情報サービス（auの「安心ナビ」、セコムの「ココセコムEZ」など）など、子供の安全を守るための機能に対応している。
第2弾として発売されたA5520SA IIでは、電源OFFの場合でも一定時間ごとに起動して、位置情報を送信する「電源オフGPSメール」機能を搭載したほか、電池を抜かれてしまうケースも想定して、端末本体にバッテリーを固定する「電池ロック」も装備している。

## 沿革
A5520SA
- 2006年1月10日 KDDI、および三洋電機から発表。
- 2006年2月25日 発売。

A5520SA II
- 2006年8月21日 KDDI、および三洋電機から発表。
- 2006年9月2日 沖縄エリアを除く全国で発売。
- 2006年9月8日 沖縄エリアで発売。

## 対応サービス
- EZ「着うた」
- Hello Messenger
- 安心ナビ
- 赤外線通信
- EZ待ちうた
- EZナビウォーク（声de入力対応）
- ペア機能

など